# Oficina Española de Patentes y Marcas
La Oficina Española de Patentes y Marcas (OEPM) es un organismo autónomo, adscrito al Ministerio de Industria y Turismo, que realiza las funciones de recepción, estudio y concesión de las diferentes modalidades de propiedad industrial que se conceden en España, salvo las variedades vegetales y denominaciones de origen. La OEPM concede patentes, modelos de utilidad, marcas, nombres comerciales, certificados complementarios de protección de medicamentos y productos fitosanitarios, topografías de productos semiconductores y diseños industriales. Comparte competencias y colabora conjuntamente con la Oficina Europea de Propiedad Intelectual (EUIPO).
En el plano internacional, la OEPM es la encargada de representar a España en los distintos foros y organizaciones internacionales que se encargan de la propiedad industrial.
La actual directora de la OEPM es Elisa Rodríguez Ortiz, funcionaria del Cuerpo Superior de Administradores Civiles del Estado.

## Historia

### Antecedentes
En el siglo XVII, sólo dos países habían desarrollado legislación concreta sobre patentes de invención: Venecia (1474) e Inglaterra (1624). El privilegio de invención más antiguo conocido fue dado en 1421 por la República de Florencia al arquitecto Filippo Brunelleschi (1337-1446) por una barcaza con grúa para llevar mármol. En 1475, Pedro de Azlor, médico de Isabel la Católica, recibió de ésta una licencia en Sevilla para inventar molinos de harina y disfrutarlos en exclusiva durante veinte años. No obstante, en España, el primer privilegio de invención en sentido literal fue concedido de por vida en 1522 por real cédula del rey Carlos I a Guillén Cabier a favor de un instrumento para hacer navegar a un barco en tiempo de calma. Con ella se fijó durante todo el Antiguo Régimen la fórmula “Real Cédula de Privilegio de Invención”. Este documento tenía tres partes: descripción del invento señalando su utilidad, el tiempo del monopolio y los castigos a los contraventores. Para recibir el privilegio era inexcusable que el invento pasase un examen previo ante la autoridad (en ocasiones el propio monarca) para comprobar su utilidad y su buen funcionamiento. La real cédula estaba garantizada por la firma del rey y refrendada por sus secretarios. Se hacían de ella tres copias destinadas respectivamente al inventor, la administración y el archivo. Entre 1522 y 1810, hay documentadas 77 reales cédulas protegiendo la invención de novedades o su importación desde el extranjero. Muchas versaban sobre aparatos para el beneficio de metales preciosos en las minas americanas, aunque también eran abundantes las referidas a todo tipo de molinos y a máquinas de riego. A partir de su creación en 1661, la «Gaceta de Madrid», el antecedente del actual Boletín Oficial del Estado (BOE), fue la publicación encargada de dar a conocer de manera más o menos regular la concesión de privilegios de invención.
Los primeros antecedentes datan de finales del reinado de Carlos II, cuando, a iniciativa de su valido, Juan Francisco de la Cerda, se creó la Real Junta General de Comercio en 1679. Sin embargo, esta junta no tenía una función de protección de la propiedad industria, sino que se limitaba a mantener a la Corona informada sobre los avances en la tecnología y trataba de impulsar la industria en España. Con el llamado reformismo borbónico, se crearon multitud de instituciones para compensar el atraso que había en España en todo lo relativo a la ciencia y la tecnología, destacando el Real Gabinete de Máquinas, sucesor directo de la Real Junta de Comercio, que apenas consiguió sus objetivos y que fue abruptamente suprimido en 1808 durante la Guerra Peninsular contra Napoléon.
Durante la invasión napoleónica y el posterior Trienio Liberal, se crearon instituciones como el Conservatorio de Artes y Oficios (1810-1814) y la Dirección del Fomento General del Reino (1820-1823), que fueron suprimidas tras la restauración absolutista de Fernando VII que consideraba a este tipo de instituciones demasiado liberales, aunque rápidamente vería su error y en 1824 creó el Real Conservatorio de Artes, a semejanza de su homólogo francés.

### Del Real Conservatorio de Artes a la OEPM
Así, por real decreto de 1824, a propuesta de su ministro de Hacienda, Luis López Ballesteros, Fernando VII creó el Real Conservatorio de Artes con dos secciones: un taller de construcción de máquinas e instrumentos y un depósito general de la información tecnológica, y nombró a Juan López de Peñalver como su primer director. En 1887, por real decreto de 30 julio, el Real Conservatorio de Artes terminó su existencia y fue sustituido por la Dirección Especial de Patentes, Marcas e Industria, primer organismo en España dedicado prioritariamente al despacho de la propiedad industrial. El 16 de mayo de 1902 era promulgada la primera ley española de propiedad industrial, quedando derogadas las leyes anteriores de patentes y marcas. En virtud de su artículo 116, la ley sustituía la Dirección Especial por el Registro de la Propiedad Industrial (RPI) que en 1975 adquirió la forma de organismo autónomo y en julio de 1992 pasó a denominarse Oficina Española de Patentes y Marcas (OEPM).

## Estructura
La OEPM se estructura como sigue:
- El presidente del organismo, que es ex officio el Subsecretario del Ministerio.
- El director del organismo, órgano ejecutivo de la OEPM.
- La Secretaría General, órgano responsable de los servicios de carácter general y administrativo del organismo.
- El Departamento de Patentes e Información Tecnológica, responsable del reconocimiento y mantenimiento de la protección registral de las patentes de invención, topografías de productos semiconductores, modelos de utilidad y modelos y dibujos industriales y artísticos. Asimismo, le compete difundir la información tecnológica contenida en los documentos de patentes entre las empresas públicas y privadas interesadas, organismos de investigación y cualesquiera otras entidades para coadyuvar a la innovación tecnológica.
- El Departamento de Signos Distintivos, responsable de las actuaciones administrativas conducentes al reconocimiento y mantenimiento de la protección registral a las marcas nacionales e internacionales, nombres comerciales y rótulos de establecimiento.
- El Departamento de Coordinación Jurídica y Relaciones Internacionales, órgano responsable de dar apoyo jurídico al Director, así como el desarrollo de las relaciones internacionales en materia de propiedad industrial, en coordinación con el Ministerio de Asuntos Exteriores.